# Município de Bath (condado de Allen, Ohio)
Localização do Ohio nos E.U.A.
O município de Bath (em inglês: Bath Township) é um município localizado no condado de Allen no estado estadounidense de Ohio. No ano 2010 tinha uma população de 9725 habitantes e uma densidade populacional de 117,19 pessoas por km².

## Geografia
O município de Bath encontra-se localizado nas coordenadas 40° 46′ 55″ N, 84° 02′ 33″ O. Segundo a Departamento do Censo dos Estados Unidos, o município tem uma superfície total de 82.99 km², da qual 79.5 km² correspondem a terra firme e (4.2%) 3.49 km² é água.

## Demografia
Segundo o censo de 2010, tinha 9725 pessoas residindo no município de Bath. A densidade de população era de 117,19 hab./km².